# Nauru nos Jogos Olímpicos de Verão de 2020
Nauru competiu nos Jogos Olímpicos de Verão de 2020 em Tóquio. Originalmente programados para ocorrerem de 24 de julho a 9 de agosto de 2020, os Jogos foram adiados para 23 de julho a 8 de agosto de 2021, por causa da pandemia COVID-19. Foi a sétima participação consecutiva da nação nas Olimpíadas, desde sua estreia nos Jogos Olímpicos de Verão de 1996.

## Competidores
Abaixo está a lista do número de competidores nos Jogos.
| Esporte        | Masculino | Feminino | Total |
| -------------- | --------- | -------- | ----- |
| Atletismo      | 1         | 0        | 1     |
| Halterofilismo | 0         | 1        | 1     |
| Total          | 1         | 1        | 2     |

## Atletismo

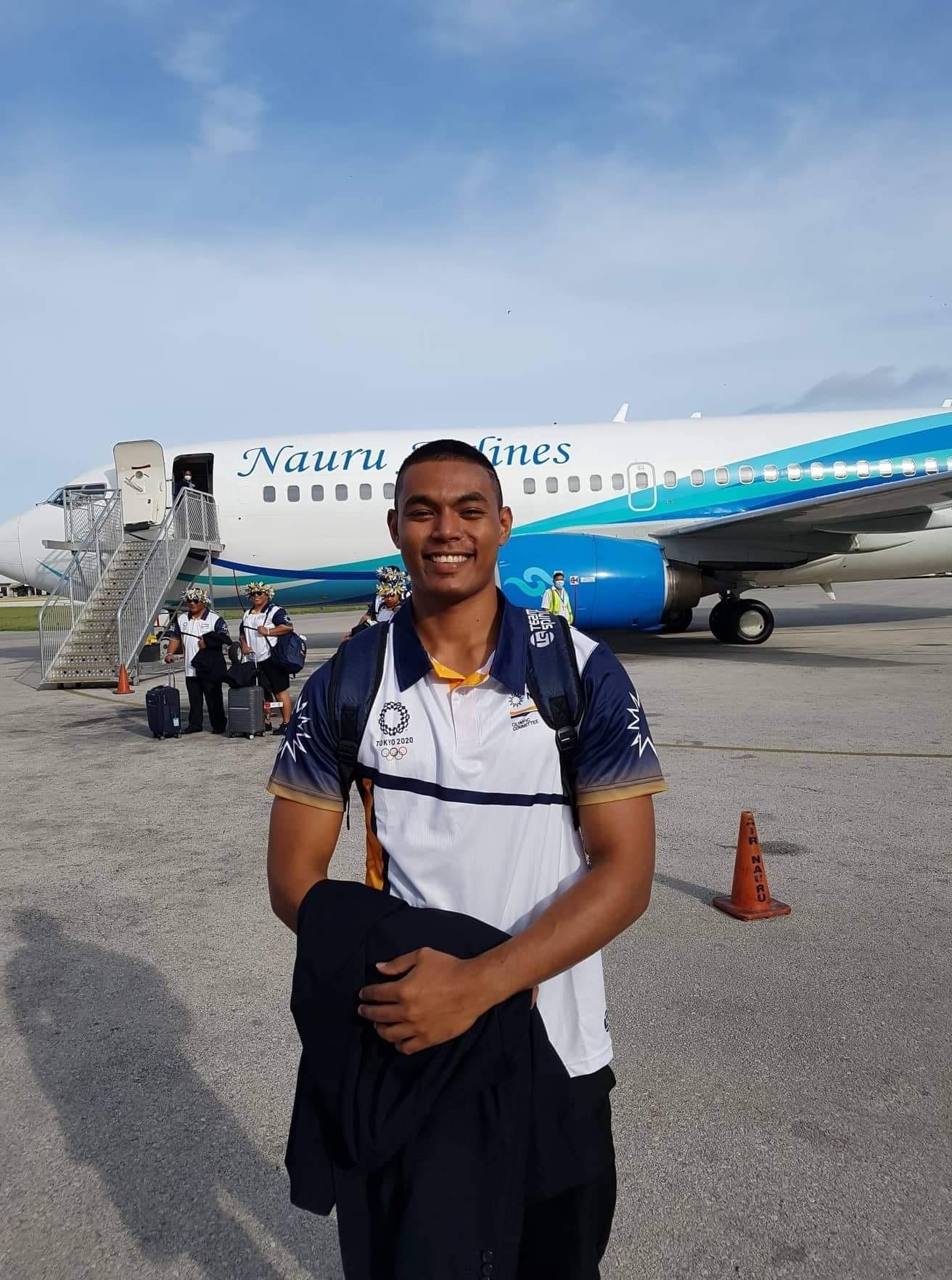
Jonah Harris parte para as Olimpíadas de Tóquio, a bordo de um voo especial do COI.

Nauru recebeu uma vaga de universalidade da World Athletics para enviar um atleta às Olimpíadas. Ele foi o primeiro atleta da história de pista e campo de Nauru nos Jogos, desde a estreia da nação.  
- Nota– As posições para os eventos de pista são em relação à bateria do atleta
- Q = Qualificado para a próxima fase
- q = Qualificado para a próxima fase como o perdedor mais rápido ou, em eventos de campo, pela posição sem atingir o alvo para qualificação
- NR = Recorde nacional
- N/A = Fase não aplicável para o evento
- Bye = Atleta não precisou disputar aquela fase

Eventos de pista e estrada
| Atleta       | Evento          | Preliminares | Preliminares | Eliminatórias | Eliminatórias | Semifinal   | Semifinal   | Final       | Final       |
| Atleta       | Evento          | Resultado    | Posição      | Resultado     | Posição       | Resultado   | Posição     | Resultado   | Posição     |
| ------------ | --------------- | ------------ | ------------ | ------------- | ------------- | ----------- | ----------- | ----------- | ----------- |
| Jonah Harris | 100 m masculino | 11.01 SB     | 5ª           | Não avançou   | Não avançou   | Não avançou | Não avançou | Não avançou | Não avançou |

## Halterofilismo
Nauru recebeu um convite da Comissão Tripartite da International Weightlifting Federation para enviar Nancy Genzel Abouke na categoria até 76 kg das Olimpíadas. 
| Atleta              | Evento             | Arranque  | Arranque | Arremesso | Arremesso | Total | Posição |
| Atleta              | Evento             | Resultado | Posição  | Resultado | Posição   | Total | Posição |
| ------------------- | ------------------ | --------- | -------- | --------- | --------- | ----- | ------- |
| Nancy Genzel Abouke | Até 76 kg feminino | 90        | 13ª      | 113       | 10ª       | 203   | 10ª     |